# Мале Кірдяшево
Мале Кірдя́шево (рос. Малое Кирдяшево) — село складі Наровчатського району Пензенської області, Росія.
Населення — 56 осіб (2010; 66 у 2002).
Національний склад станом на 2002 рік:
- росіяни — 100 %